# سیارک ۱۸۸۳۹
سیارک ۱۸۸۳۹ (به انگلیسی: 18839 Whiteley، نامگذاری:1999PG) هجده هزار و هشتصد و سی و نهمین سیارک کشف شده‌است که در ۵ اوت ۱۹۹۹ کشف شد.
قدر مطلق سیارک برابر ۱۴٫۶۰ است.